# Steven Wolansky
Steven Wolansky (* 1987 oder 1988 in Cleveland, Ohio) ist ein professioneller US-amerikanischer Pokerspieler. Er ist zweifacher Braceletgewinner der World Series of Poker.

## Pokerkarriere

### Werdegang
Wolansky lernte Poker durch das Spielen mit Freunden und von Onlinepoker. Seine erste Geldplatzierung bei einem Live-Pokerturnier erzielte er Mitte Juni 2009 im Caesars Palace in Paradise am Las Vegas Strip bei einem Turnier der Variante No Limit Hold’em. Im September 2009 beendete der Amerikaner das Main Event der World Poker Tour in Atlantic City im Preisgeld und erhielt erstmals eine fünfstellige Auszahlung. Im Caesars Palace gewann er Ende Januar 2011 sein erstes Live-Turnier und sicherte sich den Hauptpreis von knapp 8000 US-Dollar. Im Juni 2013 war Wolansky erstmals bei der World Series of Poker (WSOP) im Rio All-Suite Hotel and Casino am Las Vegas Strip erfolgreich und kam bei zwei Turnieren in die Geldränge, die jeweils in der gemischten Variante 10-Game gespielt wurden. Dabei belegte er einen mit rund 140.000 US-Dollar dotierten zweiten Platz. Bei der WSOP 2014 entschied der Amerikaner ein Event in No Limit 2-7 Single Draw für sich und wurde mit einem Bracelet sowie knapp 90.000 US-Dollar prämiert. Mitte November 2014 gewann er in Atlantic City das Main Event der Borgata Fall Poker Open mit einer Siegprämie von mehr als 330.000 US-Dollar, die das bislang höchste Preisgeld seiner Karriere darstellt. Bei der WSOP 2016 setzte sich Wolansky bei einem Turnier in No Limit Hold’em gegen über 2000 andere Spieler durch und erhielt knapp 300.000 US-Dollar sowie sein zweites Bracelet. Zwei Jahre später erzielte er 15 Geldplatzierungen bei der WSOP 2018 und erhielt sein höchstes Preisgeld von rund 300.000 US-Dollar für den zweiten Platz bei einem Event in No Limit Hold’em. Nach 17 Geldplatzierungen bei der WSOP 2019 kam der Amerikaner bedingt durch die COVID-19-Pandemie anschließend fast drei Jahre zu keinem weiteren Live-Turniererfolg. Bei der WSOP 2022, die erstmals im Bally’s Las Vegas und Paris Las Vegas ausgespielt wurde, beendete er 20 Events auf einem bezahlten Rang.
Insgesamt hat sich Wolansky mit Poker bei Live-Turnieren knapp 2 Millionen US-Dollar erspielt.

### Braceletübersicht
Wolansky kam bei der WSOP 82-mal ins Geld und gewann zwei Bracelets:
| Jahr | Buy-in (in $) | Turnier                   | Teilnehmer | Preisgeld (in $) |
| ---- | ------------- | ------------------------- | ---------- | ---------------- |
| 2014 | 1500          | No-Limit 2-7 Lowball Draw | 0241       | 089.483          |
| 2016 | 1000          | No-Limit Hold’em          | 2076       | 298.849          |